# Оранієнбаумська електрична лінія
Оранієнбаумська електрична лінія (неофіційна назва — Оранел або Оранела) — унікальна залізнична лінія, створена в Санкт-Петербурзі на початку XX століття уздовж Петергофської дороги, яка мала зв'язати Нарвську заставу зі Стрєльною, Петергофом, Оранієнбаумом і Красною Горкою (загальна довжина — близько 66 км). По суті, Оранієнбаумська електрична лінія — перший в Російській імперії проєкт приміських електропоїздів (якщо не вважати створеної 1901 року у польському місті Лодзь).
Ідея прокладання трамвайної лінії була висунена у 1898 році, у грудні 1906 року будівництво було доручено «Обществу Северных электрических железных дорог» (пізніше «Общество Ораниенбаумской электрической линии»). У 1912 році був прокладений перший відрізок залізничної колії на ділянці «Автово — Стрєльна». У 1913 році почалося будівництво лінії за проєктом інженера С. А. Бернатовича, який переміг у конкурсі. Центральна електростанція будувалася в межах Петербурга на березі річки Єкатерингофки, а три тягові підстанції зводилися в селищі Княжево (збереглася споруда «цегляного стилю» на проспекті Стачек поблизу Трамвайного проспекту), в Стрєльні і Мартишкино (також збереглася в складі колишнього механічного заводу поблизу шляхопроводу). У Княжево, поруч з Автово, з'явився вагонний парк з майстернями (згодом трамвайний парк імені Котлякова).
Перша дільниця залізниці від депо Княжево до Путилівського заводу відкрилася для пасажирських перевезень тільки у грудні 1915 року, а у січні 1916 року трамваї пішли по Петергофському шосе до Нарвських воріт. Центральна електростанція так і не була введена в експлуатацію. Відрізок, що діяв, електрику мав від міської мережі, що робило технічно неможливим рух трамвая далі Стрєльни. До літа 1917 року працювала дільниця від Нарвських воріт до Привалу (розвилки Нарвської і Петергофської доріг) на Петергофському шосе, пізніше — до Стрєльні (протяжність — близько 25 км).
Оранієнбаумська електростанція мала два агрегати з 3000 КВт кожен. У 1919 році в умовах наступу німців вони були евакуйовані і вивезені на копальні Кизеловського вугільного тресту, де ще навесні 1918 року було запропоновано проєкт Кизеловської ГРЕС потужністю 15 тис. Квт. За відсутності електричної тяги трамваї, що слідували по рейках Оранели, підчіплювались до паровоза. У 1920-ті роки рейки і шпали від Стрєльні до Оранієнбаума були демонтовані і використані в Азербайджані.
У 1924 році рух від Автово до Стрєльні відновився, а у 1929 році колії були приєднані до міської трамвайної мережі. Під час німецько-радянської війни були зруйновані та колії від Стрєльні до міста.
У 1953 році трамвайна лінія до Стрєльні була відновлена. У 1959—1963 роках лінія перенесена з проспекту Стачки. З того часу по ній курсує трамвайний маршрут № 36, а також частково — інші маршрути.